# Partula mirabilis
Espèce
Statut de conservation UICN

 EW  : Éteint à l'état sauvage
Partula mirabilis est une espèce d'escargots terrestres de la famille des Partulidae. Endémique à la Polynésie française cette espèce est éteinte à l'état sauvage, à la suite de l'introduction de l'escargot carnivore Euglandina rosea en 1977.

## Liste des sous-espèces
Selon NCBI (3 février 2021) :
- sous-espèce Partula mirabilis propinqua Crampton, 1924